# Erik Botheim
Erik Botheim (Oslo, 10 gennaio 2000) è un calciatore norvegese, attaccante del Malmö FF.

## Caratteristiche tecniche
È un centravanti forte in fase realizzativa e che dispone di un buon tempismo a entrare in area di rigore. Sa anche essere un ottimo assist-man.

## Carriera

### Club
È cresciuto nel settore giovanile del Lyn, club dove ha militato fino al 2016 prima di passare al Rosenborg. Ha esordito in Eliteserien il 17 settembre 2017 disputando l'incontro vinto 3-0 contro il Vålerenga. Il 17 luglio 2020 è passato allo Stabæk con la formula del prestito, fino al termine della stagione in corso. Il 15 febbraio 2021 ha rescisso il contratto che lo legava al Rosenborg. Il 17 febbraio 2021, Botheim ha firmato un contratto biennale con il Bodø/Glimt.
Il 22 dicembre 2021 è stato reso noto il suo passaggio ai russi del Krasnodar, a cui si è legato fino al 30 giugno 2025: il trasferimento sarebbe stato ratificato a partire dal 1º gennaio 2022, data di riapertura del calciomercato locale. Il 3 marzo seguente il suo contratto viene sospeso.
Il 7 luglio 2022 firma un contratto quadriennale con la Salernitana. Il 7 agosto seguente esordisce con i granata nella sfida di Coppa Italia col Parma, persa per 2-0. Sette giorni dopo esordisce anche nel campionato italiano, nella partita interna con la Roma, persa per 1-0, mentre il 28 agosto trova la prima marcatura, segnando l'ultima rete del successo per 4-0 sulla Sampdoria.
Il 31 gennaio 2024, dopo non avere convinto a Salerno, viene ceduto a titolo definitivo al Malmö FF con cui firma un contratto di quattro anni. Nell'Allsvenskan 2024 contribuisce alla conquista del titolo realizzando 12 gol e fornendo 6 assist in 30 presenze. Il 15 maggio 2025, durante una partita in trasferta contro l'IFK Värnamo, subisce una frattura che richiede un intervento chirurgico e comporta un'assenza inizialmente stimata in circa tre mesi, ma in seguito la situazione si rivela più complessa, al punto da far presumere la conclusione anticipata della sua stagione.

### Nazionale
Ha giocato con tutte le varie nazionali giovanili norvegesi comprese tra l'Under-15 e l'Under-21.
Il 31 maggio 2023 è stato incluso tra i convocati del commissario tecnico Leif Gunnar Smerud in vista dell'imminente campionato europeo Under-21.
L'8 giugno 2024 esordisce in nazionale maggiore nell'amichevole persa 3-1 contro la Danimarca.

## Statistiche

### Presenze e reti nei club
Statistiche aggiornate al 24 maggio 2025.
| Stagione           | Squadra            | Campionato         | Campionato | Campionato | Coppe nazionali | Coppe nazionali | Coppe nazionali | Coppe continentali | Coppe continentali | Coppe continentali | Altre coppe | Altre coppe | Altre coppe | Totale | Totale | Totale |
| Stagione           | Squadra            | Comp               | Pres       | Reti       | Comp            | Pres            | Reti            | Comp               | Pres               | Reti               | Comp        | Pres        | Reti        | Pres   | Reti   |        |
| ------------------ | ------------------ | ------------------ | ---------- | ---------- | --------------- | --------------- | --------------- | ------------------ | ------------------ | ------------------ | ----------- | ----------- | ----------- | ------ | ------ | ------ |
| 2015               | Lyn                | 2D                 | 7          | 1          | CN              | 0               | 0               |                    | -                  | -                  |             | -           | -           | 7      | 1      |        |
| 2016               | Lyn                | 3D                 | 11         | 3          | CN              | 2               | 1               |                    | -                  | -                  |             | -           | -           | 13     | 4      |        |
| Totale Lyn         | Totale Lyn         | Totale Lyn         | 18         | 4          |                 | 2               | 1               |                    | -                  | -                  |             | -           | -           | 20     | 5      |        |
| 2017               | Rosenborg          | ES                 | 3          | 0          | CN              | 2               | 0               | UCL+UEL            | 0+1                | 0                  |             | -           | -           | 6      | 0      |        |
| 2018               | Rosenborg          | ES                 | 6          | 1          | CN              | 2               | 3               | UCL+UEL            | 2+2                | 0                  | SN          | 1           | 0           | 13     | 4      |        |
| 2019               | Rosenborg          | ES                 | 7          | 3          | CN              | 3               | 2               | UCL+UEL            | 0+2                | 0                  |             | -           | -           | 12     | 5      |        |
| gen.-lug. 2020     | Rosenborg          | ES                 | 3          | 0          | CN              | -               | -               | UEL                | -                  | -                  |             | -           | -           | 3      | 0      |        |
| Totale Rosenborg   | Totale Rosenborg   | Totale Rosenborg   | 19         | 4          |                 | 7               | 5               |                    | 7                  | 0                  |             | 1           | 0           | 34     | 9      |        |
| lug.-dic. 2020     | Stabæk             | ES                 | 15         | 0          | CN              | -               | -               |                    | -                  | -                  |             | -           | -           | 15     | 0      |        |
| 2021               | Bodø/Glimt         | ES                 | 30         | 15         | CN              | 2               | 0               | UCL+UECL           | 2+12               | 1+6                |             | -           | -           | 46     | 22     |        |
| 2022-2023          | Salernitana        | A                  | 28         | 1          | CI              | 1               | 0               | -                  | -                  | -                  | -           | -           | -           | 29     | 1      |        |
| 2023-gen. 2024     | Salernitana        | A                  | 7          | 0          | CI              | 3               | 0               | -                  | -                  | -                  | -           | -           | -           | 10     | 0      |        |
| Totale Salernitana | Totale Salernitana | Totale Salernitana | 35         | 1          |                 | 4               | 0               |                    | -                  | -                  |             | -           | -           | 39     | 1      |        |
| 2024               | Malmö FF           | A                  | 30         | 12         | CS              | 5               | 3               | UCL+UEL            | 6+8                | 0+4                | -           | -           | -           | 49     | 19     |        |
| 2025               | Malmö FF           | A                  | 8          | 0          | CS              | 6               | 3               | -                  | -                  | -                  | -           | -           | -           | 14     | 3      |        |
| Totale Malmo       | Totale Malmo       | Totale Malmo       | 38         | 12         |                 | 11              | 6               |                    | 14                 | 4                  |             | -           | -           | 63     | 22     |        |
| Totale carriera    | Totale carriera    | Totale carriera    | 155        | 36         |                 | 26              | 12              |                    | 35                 | 11                 |             | 1           | 0           | 217    | 59     |        |

### Cronologia presenze e reti in nazionale
| Cronologia completa delle presenze e delle reti in nazionale ― Norvegia | Cronologia completa delle presenze e delle reti in nazionale ― Norvegia | Cronologia completa delle presenze e delle reti in nazionale ― Norvegia | Cronologia completa delle presenze e delle reti in nazionale ― Norvegia | Cronologia completa delle presenze e delle reti in nazionale ― Norvegia | Cronologia completa delle presenze e delle reti in nazionale ― Norvegia | Cronologia completa delle presenze e delle reti in nazionale ― Norvegia | Cronologia completa delle presenze e delle reti in nazionale ― Norvegia |
| Data                                                                    | Città                                                                   | In casa                                                                 | Risultato                                                               | Ospiti                                                                  | Competizione                                                            | Reti                                                                    | Note                                                                    |
| ----------------------------------------------------------------------- | ----------------------------------------------------------------------- | ----------------------------------------------------------------------- | ----------------------------------------------------------------------- | ----------------------------------------------------------------------- | ----------------------------------------------------------------------- | ----------------------------------------------------------------------- | ----------------------------------------------------------------------- |
| 8-6-2024                                                                | Brøndbyvester                                                           | Danimarca                                                               | 3 – 1                                                                   | Norvegia                                                                | Amichevole                                                              | -                                                                       | 88’                                                                     |
| 22-3-2025                                                               | Chișinău                                                                | Moldavia                                                                | 0 – 5                                                                   | Norvegia                                                                | Qual. Mondiali 2026                                                     | -                                                                       | 78’                                                                     |
| Totale                                                                  |                                                                         | Presenze                                                                | 2                                                                       |                                                                         | Reti                                                                    | 0                                                                       |                                                                         |

## Palmarès

### Club

#### Competizioni nazionali
- Campionato norvegese: 3

Rosenborg: 2017, 2018
Bodø/Glimt: 2021
- Coppa di Norvegia: 1

Rosenborg: 2018
- Supercoppa di Norvegia: 1

Rosenborg: 2018
- Campionato svedese: 1

Malmö: 2024
- Coppa di Svezia: 1

Malmö: 2023-2024